# Ementalec
Ementalec je trdi sir, po izvoru iz Švice, danes pa ga proizvajajo v različnih variacijah in oblikah po vsem svetu. V Nemčiji je pogovorno znan tudi kot švicarski sir.

## Zgodovina
Do začetka 19. stoletja so sir v Emmentalu tradicionalno izdelovali iz surovega kravjega mleka in v hlebcih od 70 do 120 kilogramov. Danes ga proizvajajo v večini držav proizvajalk sira.

## Značilnosti
Ementalec imenujejo tudi kralja sirov, ker spada po kakovosti med najboljše vrste sirov. Odlikujejo ga zelo aromatičen in izrazit okus, visoka hranljiva vrednost ter razmeroma dolga obstojnost. 
Hlebec ima obliko mlinskega kamna z rahlo izbočenima osnovnima ploskvama in obodno plastjo, danes pa ga ponekod oblikujejo tudi v blok. Premer hlebca, visokega 13 do 25 cm, je 70 do 100 cm. Teža hlebca, z ozirom na velikost hlebca, varira med 65 in 110 kg. Skorja ementalca je čvrsta, suha in slamnato rumene barve. Testo je slonokoščene do svetlorumene barve, čvrsto, vendar plastično. Ena do tri centimetre velika okrogla očesca z gladko površino so enakomerno razporejena po vsem prerezu. Okus sira je sladkast in spominja na lešnike. Sir vsebuje najmanj 45% maščobe v suhi snovi in okoli 50% vode v nemaščobni snovi, ter 1,5 do 2% soli.

## Proizvodnja
Medtem ko je v Švici, tudi v Allgäu in Bregenzerwaldu ter v Vorarlbergu, za izdelavo sira zahtevana uporaba surovega kravjega mleka (od krav, ki niso bile krmljene s silažo), drugod za proizvodnjo sira uporabljajo tudi termično obdelano (> 50 °C) ali pasterizirano (72–75 °C) mleko. Za en kilogram ementalca je potrebnih približno dvanajst litrov mleka. Čas zorenja je najmanj 3 mesece, lahko pa tudi do 8 mesecev. Švicarski ementalec izdelujejo v bakrenih kotlih, da se zaradi razlik v površinski napetosti zrna ne lepijo na stene kotla.
Pri proizvodnji ementalca se uporabljajo tri vrste propionskih bakterij: Streptococcus thermophilus, Lactobacillus in Propionibacter shermani. Pri kasnejši fazi proizvodnje Propionibacter shermani porablja nastalo mlečno kislino, ki so jo proizvedle druge bakterije in sprošča ogljikov dioksid, ki se v testu zbira v obliki mehurjev, tako nastanejo za ementalec značilne luknje, velika kot češnja ali oreh. Te nastanejo zaradi drobnih delcev sena, ki sprožijo nastajanje plinov. Število lukenj je mogoče regulirati z dodajanjem senenega prahu, kot so pokazale eksperimentalne študije. To tudi pojasnjuje, zakaj je imel ementalec pozimi več lukenj - krave so pozimi stale na stojiščih in se hranile s senom - in zakaj so boljše higienske razmere privedle do zmanjšanja števila lukenj na prostornino - zaradi boljše higiene manj senenega prahu v siru. Za proizvodnjo značilnega sira ementalca je poleg mleka, sirišča in propionibakterij treba dodati tudi seneni prah.
Oblika lukenj lahko kaže na kakovost zrelosti. Če na primer niso okrogle, ampak izjemno ovalne in zelo majhne ali velike, lahko sklepamo, da niso dozorele, takšni siri so potem pogosto grenki ali kako drugače neprijetni. Zlasti ementalec iz surovega mleka se lahko hrani do 18 mesecev ali več in razvije močnejšo aromo. Ementalec, ki je dolgo dozoreval, ima lahko v luknjah kristale soli ali celo 'solzico' slane vode.

### Drugi pomeni
Zaradi velikih lukenj se je ta sir znašel v besednih zvezah, kot so »luknjast kot Emmentalec« ali »luknjast kot švicarski sir«, kar bi se pogosto prenaša tudi na primere, da je pritožba zaradi številnih številnih izjem ali vrzeli v zakonodaji neprimerna in neuspešna.

## Zaščita označbe porekla
Od leta 1996 sta sira z poimenovanjem Emmental de Savoie in Emmental français est-central znotraj Evropske unije uvrščena med izdelke z zaščiteno geografsko označbo, vpisana v zbirki podatkov o poreklu (DOOR - Database of Origin and Registration) in registraciji.
Pogosto se omenja, da švicarska zveza sirov ni zaščitila imena Emmentaler. V zvezi s tem je potrebno omeniti, da je bila pravna podlaga za zaščito blagovne znamke sirov v Evropi vzpostavljena šele leta 1882 - ko je bil je bil Emmentaler že izdelovan tudi zunaj Švice. Sindikat sirov je bil ustanovljen šele leta 1920. Takratna prizadevanja za zaščito imena so bila očitno neuspešna. Tako se danes poimenovanja Emmentalec, Emmentaler ali Emmental po vsem svetu uporabljajo za različne sire, od katerih se nekateri - razen lukenj - močno razlikujejo od prvotnega.
Vlogi švicarskega Zveznega urada za kmetijstvo leta 2004 za zaščito označbe Emmentaler kot zaščitene označbe porekla so nasprotovali od Francije do Finske, vendar je švicarsko zvezno sodišče jeseni 2006 odločilo, da je treba Emmentalerja uvrstiti med AOC - danes AOP - vnese se (zaščitena označba porekla). Od leta 2010 poteka projekt Evropske komisije, v katerem se trženje in prodaja Allgäu Emmentaler spodbuja pod izrazom Weltgenusserbe Bayern.
Pravi švicarski ementalec so označevali s švicarsko oznako geografsko zaščitenega izdelka AOC (Appellation d'origine contrôlée), od 2013 se tudi švicarski ementalec označuje z oznako geografsko zaščitenega izdelka AOP (Appellation d'origine protégée). Le-ta zagotavlja, da vse, od surovin do proizvodnega procesa in končnega izdelka, prihaja iz ene jasno določene regije izvora. 
V Uniji je tej oznaki primerljiva oznaka Zaščitena označba porekla, ki pa je del širšega evropskega sistema zaščite geografskih označb.
Skrb za kakovost švicarskega sira v okviru Schweizersiche Käse Union je na nacionalni ravni tako velika in natančna, da razlike med posameznimi proizvajalci niso omembe vredne.

## Različice

### Švica
Izraz emmentaler za sir je jasno opredeljen v Švici in je rezerviran za sire iz surovega mleka.
- Emmentaler AOP in Emmentaler Switzerland sta zaščitena izraza in se nanašata na izvirnik. Ta vrsta je zorela najmanj 4 mesece in zato dlje, izdelan pa je tudi iz bolj pikantnega surovega mleka, tako da je, odvisno od obdobja zorenja, veliko močnejši in bolj vroč kot imitacije. Na voljo je v različnih stopnjah zrelosti, jamsko dozorelo in tudi iz zajamčenega organskega gojenja. Emmentaler AOP je narejen samo s surovim mlekom, vodo, kuhinjsko soljo, sirilom in izbranimi bakterijskimi kulturami, brez dodatkov, konzervansov ali GSO, še vedno ročno izdelan in tradicionalno izdelan v vaških sirarnah.

Emmentaler AOP ima na eni strani hlebca nalepko, ki se med proizvodnjo nanese na patentiran način, v katerim se združi s skorjo. Označba na siru večkrat prikazuje zapis blagovne znamke "Emmentaler AOP" in številko obratovalne licence mlekarne izdelovalca. Na ta način se lahko sledi poreklu Emmentalerja AOP tudi v rezani obliki, in sicer od proizvodnje do potrošnika.
- Emmentaler Surchoix zori vsaj 4 mesece, je bolj zrnat po svoji konsistenci ter močnejši po svoji aromi.
- Emmentaler Switzerland Premier Cru zori najmanj 14 mesecev v vlažni (jamski) kleti in je kot prvi švicarski sir osvojil naslov najboljšega sira na svetu, na svetovnem sirarskem prvenstvu v Wisconsinu leta (2006), podelitev naziva je prikazana tudi v zgodovinskem muzeju v Bernu.
- Spezial-Reifungen so na voljo v lokalnih sirarnah in specializiranih prodajalnah v Švici, zlasti v Emmentalu. Gre za različne variante ementalca AOP, ki se razlikujejo po posebnih lastnostih (med zorjenjem).

### Francija
- Emmental français est-central
- Emmental de Savoie

### Nemčija
- Allgäuer Emmentaler je ime krajšega (vsaj 3 mesece) dozorelega in zato milejšega, bolj oreškastega tipa z zaščiteno označbo porekla, ki ga v Allgäuju sirijo že od 19. stoletja. V Allgäu ga je predstavil švicarski mojster sira Johann Althaus.
- Hartkäse nach Emmentaler-Art (Trdi sir v slogu ementalerja, prej Viereck-Hartkäse) je v Nemčiji predpisano ime za sir z značilnimi luknjami iz pasteriziranega mleka. V Nemčiji se sir iz pasteriziranega mleka običajno prodaja skupaj z blagovno znamko proizvajalca.

### Avstrija
Höhlentaler je nežno pikantna varianta iz Avstrije, katerega skorja je posuta s kameno moko.

### Turčija
Sepet Peyniri iz turškega mesta Balıkesir in okolice je nekakšen turški ementalec s tipičnimi luknjami in tudi tipičnim blagim, oreščkastim okusom. Barva je precej svetlo bež v primerjavi z ementalcem, narejenim v Švici ali Nemčiji.

### Madžarska
Pannónia od leta 1981 ni več imenovana 'Emmental'. Sir se je od leta 1908 naprej prodajal pod imenom Ementáli sajt. Pannónia dozori le 8-10 tednov. Je bolj rumene barve in ima večje luknje kot AOP Emmentaler.

### Slovenija
V Sloveniji je proizvajalcev ementalca več, na primer:
- Ementalec Pomuskih mlekarn je trdi tip sira, izdelan iz toplotno obdelanega kravjega mleka, kateremu so dodane mlečnokislinske in propionske bakterije.
- Ljutomerski sir ementalec
- Ementalec mu, Ljubljanske mlekarne, trdi polnomastni sir